# Meloboris moldavica
Meloboris moldavica är en stekelart som först beskrevs av Constantineanu och Mustata 1972.  Meloboris moldavica ingår i släktet Meloboris och familjen brokparasitsteklar. Inga underarter finns listade i Catalogue of Life.